# Hemp Museum Gallery
Het Hash Marihuana & Hemp Museum is een aan de cultuur van cannabis gewijd museum in Barcelona. Het museum opende op 9 mei 2012 zijn deuren.

## Gebouw
Het museum is gevestigd in het Palau Mornau, een paleis gebouwd door de aristocratische familie Santcliment in de zestiende eeuw in de Barri Gòtic van Barcelona. De familie Santcliment was eigenaar van het stadspaleis tot in de late achttiende eeuw, toen Josep Francesc Mornau, ere-commissaris van de Spaanse Koninklijke Legers, het gebouw aankocht. In het begin van de twintigste eeuw kocht Joan Nadal de Vilardaga, broer van de toenmalige burgemeester van Barcelona, het paleis en gaf de Catalaanse architect Manuel Raspall de opdracht om het gebouw volledig te verbouwen en uit te breiden. Zijn verbouwing in 1908 in modernistische stijl kenmerkt zich door een gevel van faux stenen, smeedijzeren balkons versierd met florale motieven en een glas-in-lood-erker. Binnen zijn alle vertrekken (vloeren, plafonds, ramen en wanden) ingericht naar de eclectische smaak van de vroege twintigste eeuw.

## Geschiedenis
In 1985 opende ondernemer Ben Dronkers het Hash Marihuana & Hemp Museum in Amsterdam, het eerste museum ter wereld volledig gewijd aan cannabis. 27 jaar later opende hij een tweede locatie in Barcelona. Beide musea tonen het verleden, heden en toekomst van de cannabisplant.

## Collectie
De permanente collectie bestaat uit meer dan 8.000 cannabis gerelateerde objecten. Van hennepteelt tot de consumptie van cannabis, van oude rituelen tot de moderne geneeskunde, alle aspecten van cannabis in de cultuur zijn op de een of andere manier vertegenwoordigd.